# Brigida Pico della Mirandola
Brigida Pico della Mirandola (Mirandola, 17 ottobre 1633 – Padova, 22 gennaio 1720) è stata reggente di Mirandola e Concordia, per quindici anni, dal 1691 al 1706, in nome e per conto del pronipote Francesco Maria II Pico, il cui nonno era suo fratello Alessandro II. Governò in modo dispotico con una politica che portò alla caduta del ducato.

## Biografia

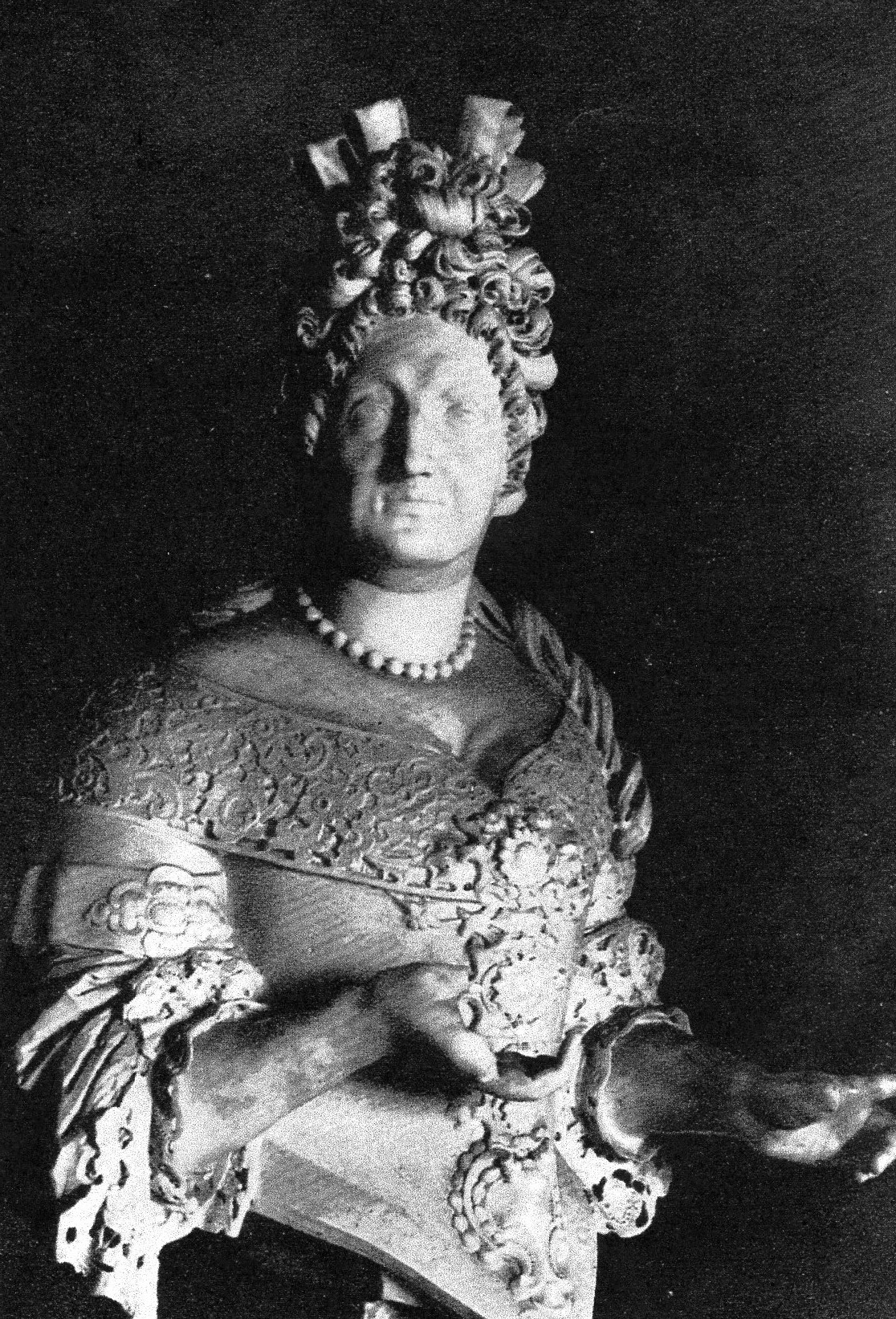
Lorenzo Ottoni, Busto della duchessa Brigida Pico

Era la quartogenita del duca ereditario di Mirandola Galeotto IV Pico (1606-1637) e di Maria Cybo-Malaspina (1609-1652). Quest'ultima era figlia del principe di Massa e marchese di Carrara Carlo I e di Brigida Spinola. Gli altri suoi otto fratelli furono: Laura, Virginia Brigida, Alessandro II, Giovanni, Virginia, Fulvia, Caterina e Laura.
Suo padre morì due mesi prima del genitore Alessandro I che lo ebbe da Eleonora Segni di Ferrara: succederà il ramo naturale della famiglia rappresentato dal fratello Alessandro II. Brigida nacque e dimorò soprattutto nel castello di Mirandola, ma anche nel palazzo di Concordia.
Brigida visse fino a 58 anni - non si era sposata - nella corte del nonno e del fratello, non facendo prevedere il ruolo determinante e non sempre positivo che avrebbe esercitato sul destino del ducato. Era, comunque, considerata in modo non benevolo dai cortigiani e dai sudditi: gli epiteti "meno imbarazzanti" che le venivano attribuiti erano bigotta zitella o terribile vecchiaccia.
A lei, infatti, spettò di amministrare il piccolo Stato negli ultimi decenni di esistenza, come tutrice del pronipote di appena tre anni Francesco Maria II (1688-1747), erede di Francesco (1661-1689), unico figlio del fratello Alessandro II, e di Anna Borghese. Con grande disappunto di tutti, assunse il governo con piglio autoritario, alimentando così varie congiure e ridicolizzando l'ignaro duca. Questi riuscì a ribellarsi alla donna soltanto dopo quindici anni, cadendo, però, nella rete di sleali consiglieri che lo indussero ad allearsi con la Spagna contro la Francia conseguendo disastrosi risultati.

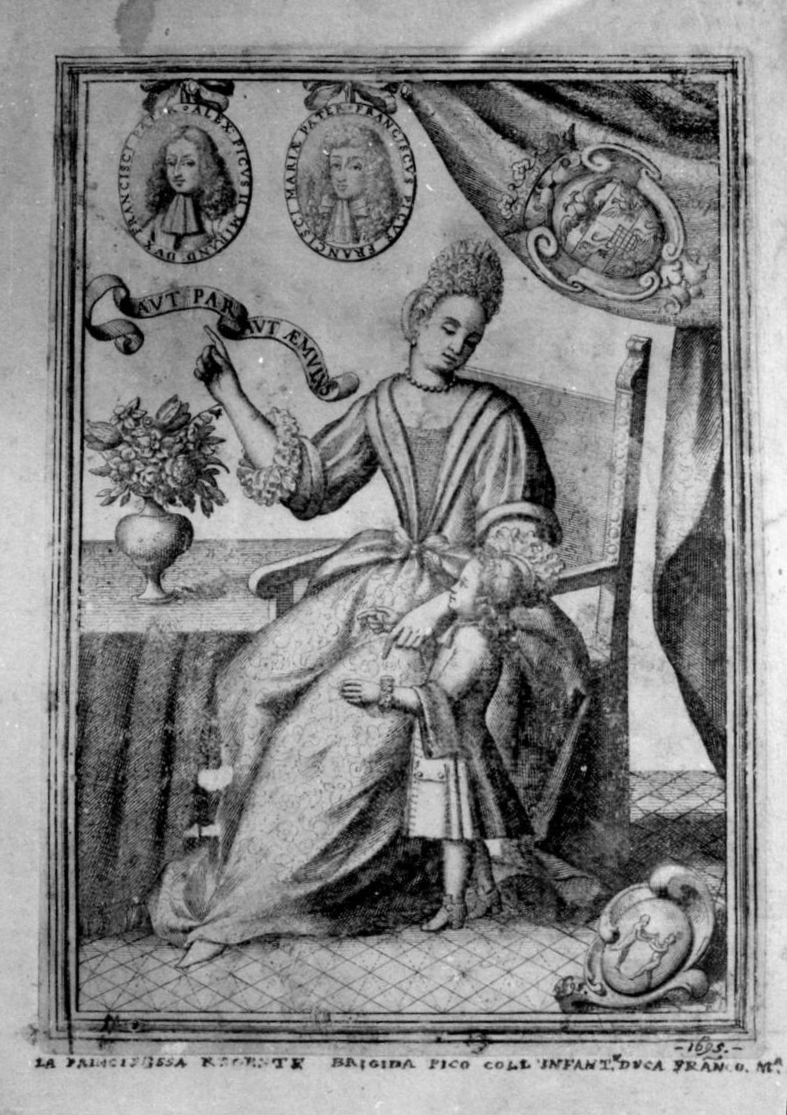
La principessa reggente Brigida Pico indica al duca infante Francesco Maria i ritratti del padre Francesco e del nonno Alessandro II.

Fu Alessandro II, nel proprio testamento, a nominare reggente la sorella Brigida per il piccolo nipote fino al raggiungimento del diciottesimo anno di età, escludendo i suoi tre figli cadetti Galeotto, Giovanni e Ludovico. Costoro puntualmente contestarono la volontà paterna e la zia che, nonostante l'imperioso temperamento, era affezionata, al contrario di loro, al duchino.
La duchessa, tuttavia, si rese subito impopolare: come primo atto, dietro suggerimento di alcuni gesuiti sempre vicini a lei, sostituì completamente i membri del consiglio aulico provocando lo scontento del popolo anche per la sua arroganza e alterigia. Il malanimo aumentò allorché Brigida negò ai recalcitranti nipoti l'aumento dell'appannaggio lasciato loro dal padre. La situazione si aggravò ulteriormente quando trapelò la notizia di un presunto piano preparato dai tre Pico per avvelenare il nipotino e deporre la scomoda parente. Brigida fece processare i supposti congiurati e negò ancora l'aggiornamento economico ai nipoti. La situazione, però, divenne insostenibile e la reggente, onde calmare le acque, si ritirò a Venezia delegando i poteri a un'altra figlia di Alessandro II, Isabella, che, virilmente seppe fronteggiare i problemi. Brigida, con il duchino e l'inseparabile consigliere padre Tagliani, ritornò dalla Serenissima il 31 gennaio 1697. La corte imperiale di Vienna liberò dalle accuse di tentato omicidio Galeotto, Giovanni e Ludovico Pico, invitando la duchessa a rappacificarsi con loro. Brigida, nondimeno, rifiutò categoricamente e richiamò aspramente il duca che si era riconciliato con gli zii. Se la prese perfino con la Curia romana. La reggente, inoltre, per timore di attentati o vendette, non usciva mai dal castello di Mirandola e, quando era costretta a farlo, la sua carrozza era sempre scortata da parecchi armigeri.

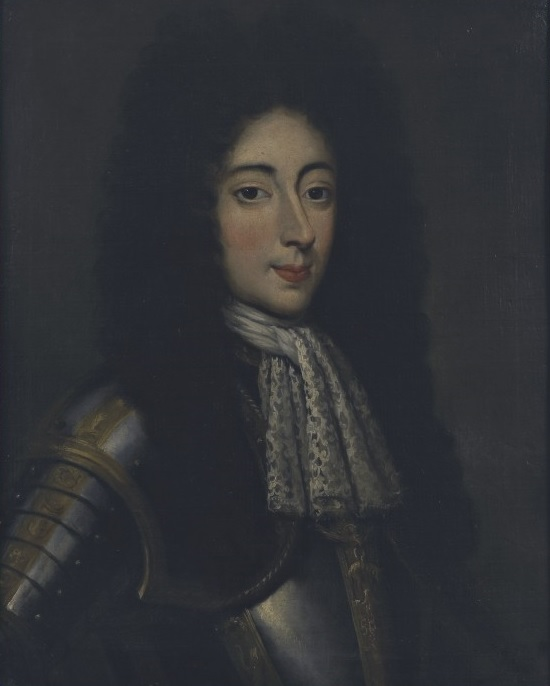
L'ultimo duca Francesco Maria II

Nel frattempo, era iniziata la guerra di successione spagnola che vedeva come eterni antagonisti l'Austria e la Francia. Il ducato mirandolese, strategico per l'arteria che lo attraversava proveniente dal nord, era sempre schierato con la Spagna. Il principe Eugenio di Savoia, comandante dell'esercito imperiale, fece sapere a Brigida di allontanare subito i presidi franco-spagnoli e lei fu costretta a mettersi dalla parte austriaca. Nel 1702 la riscossa francese convinse la reggente che sarebbe stato opportuno riparare a Ferrara, poi di nuovo a Venezia, con la nipote Isabella, l'argenteria e i beni preziosi di casa Pico. Questa volta il quattordicenne Francesco Maria II ebbe il coraggio di ribellarsi e rimase a Mirandola. Nel 1706 riuscì a liberarsi dal giogo della vecchia virago che aveva fatto approvare dal consiglio un decreto che le permetteva di proseguire la reggenza a dispetto della maggiore età del nipote. Ma il destino del territorio di Mirandola e Concordia era ormai segnato: il 15 luglio 1710 fu incorporato nel ducato di Modena e Reggio.
Brigida, frattanto, anziana ma ricchissima, si stabilì a Padova (vi aveva vissuto la madre negli ultimi anni), dove morì, all'età di 87 anni, il 22 gennaio 1720. Venne tumulata nella basilica di Sant'Antonio presso la parete sinistra della cappella del Beato Luca Belludi: le fu dedicata un'epigrafe celebrativa delle sue virtù di verginità, prudenza, erudizione e carattere virile.
Il nipote Francesco Maria II Pico, invece, concluse la sua vita in esilio nel 1747, privo di eredi, a Madrid.

## Ascendenza
|                                    |                         |                                        | Genitori                             |  |  | Nonni |  |  | Bisnonni                         |  |  | Trisnonni        |  |
|                                    |                         |                                        |                                      |  |  |       |  |  | Ludovico II Pico della Mirandola |  |  | Galeotto II Pico |  |
|                                    |                         |                                        |                                      |  |  |       |  |  | Ludovico II Pico della Mirandola |  |  | Galeotto II Pico |  |
|                                    |                         | Ippolita Gonzaga                       |                                      |  |  |       |  |  | Ludovico II Pico della Mirandola |  |  |                  |  |
| Alessandro I Pico della Mirandola  |                         |                                        |                                      |  |  |       |  |  | Ludovico II Pico della Mirandola |  |  |                  |  |
|                                    |                         | Fulvia da Correggio                    | Ippolito da Correggio                |  |  |       |  |  |                                  |  |  |                  |  |
|                                    |                         | Fulvia da Correggio                    | Ippolito da Correggio                |  |  |       |  |  |                                  |  |  |                  |  |
|                                    |                         | Fulvia da Correggio                    | Chiara da Correggio                  |  |  |       |  |  |                                  |  |  |                  |  |
| Galeotto IV Pico della Mirandola   |                         | Fulvia da Correggio                    |                                      |  |  |       |  |  |                                  |  |  |                  |  |
|                                    |                         | ?                                      | ?                                    |  |  |       |  |  |                                  |  |  |                  |  |
|                                    |                         | ?                                      | ?                                    |  |  |       |  |  |                                  |  |  |                  |  |
|                                    |                         | ?                                      | ?                                    |  |  |       |  |  |                                  |  |  |                  |  |
| Eleonora Segni                     |                         | ?                                      |                                      |  |  |       |  |  |                                  |  |  |                  |  |
|                                    |                         | ?                                      | ?                                    |  |  |       |  |  |                                  |  |  |                  |  |
|                                    |                         | ?                                      | ?                                    |  |  |       |  |  |                                  |  |  |                  |  |
|                                    |                         | ?                                      | ?                                    |  |  |       |  |  |                                  |  |  |                  |  |
| Brigida Pico della Mirandola       |                         | ?                                      |                                      |  |  |       |  |  |                                  |  |  |                  |  |
|                                    | Alderano Cybo-Malaspina | Alberico I Cybo-Malaspina              |                                      |  |  |       |  |  |                                  |  |  |                  |  |
|                                    | Alderano Cybo-Malaspina | Alberico I Cybo-Malaspina              |                                      |  |  |       |  |  |                                  |  |  |                  |  |
|                                    | Alderano Cybo-Malaspina | Elisabetta della Rovere                |                                      |  |  |       |  |  |                                  |  |  |                  |  |
| Carlo I Cybo-Malaspina             | Alderano Cybo-Malaspina |                                        |                                      |  |  |       |  |  |                                  |  |  |                  |  |
|                                    |                         | Marfisa d'Este                         | Francesco d'Este                     |  |  |       |  |  |                                  |  |  |                  |  |
|                                    |                         | Marfisa d'Este                         | Francesco d'Este                     |  |  |       |  |  |                                  |  |  |                  |  |
|                                    |                         | Marfisa d'Este                         | ?                                    |  |  |       |  |  |                                  |  |  |                  |  |
| Maria Cybo-Malaspina               |                         | Marfisa d'Este                         |                                      |  |  |       |  |  |                                  |  |  |                  |  |
|                                    |                         | Giannettino Spinola, patrizio genovese | Niccolò Spinola, patrizio genovese   |  |  |       |  |  |                                  |  |  |                  |  |
|                                    |                         | Giannettino Spinola, patrizio genovese | Niccolò Spinola, patrizio genovese   |  |  |       |  |  |                                  |  |  |                  |  |
|                                    |                         | Giannettino Spinola, patrizio genovese | Placida Doria, patrizia genovese     |  |  |       |  |  |                                  |  |  |                  |  |
| Brigida Spinola, patrizia genovese |                         | Giannettino Spinola, patrizio genovese |                                      |  |  |       |  |  |                                  |  |  |                  |  |
|                                    |                         | Diana De Mari, patrizia genovese       | Stefano De Mari, patrizio genovese   |  |  |       |  |  |                                  |  |  |                  |  |
|                                    |                         | Diana De Mari, patrizia genovese       | Stefano De Mari, patrizio genovese   |  |  |       |  |  |                                  |  |  |                  |  |
|                                    |                         | Diana De Mari, patrizia genovese       | Veronica Grimaldi, patrizia genovese |  |  |       |  |  |                                  |  |  |                  |  |
|                                    |                         | Diana De Mari, patrizia genovese       |                                      |  |  |       |  |  |                                  |  |  |                  |  |